# قلمون (غطاء رأس)

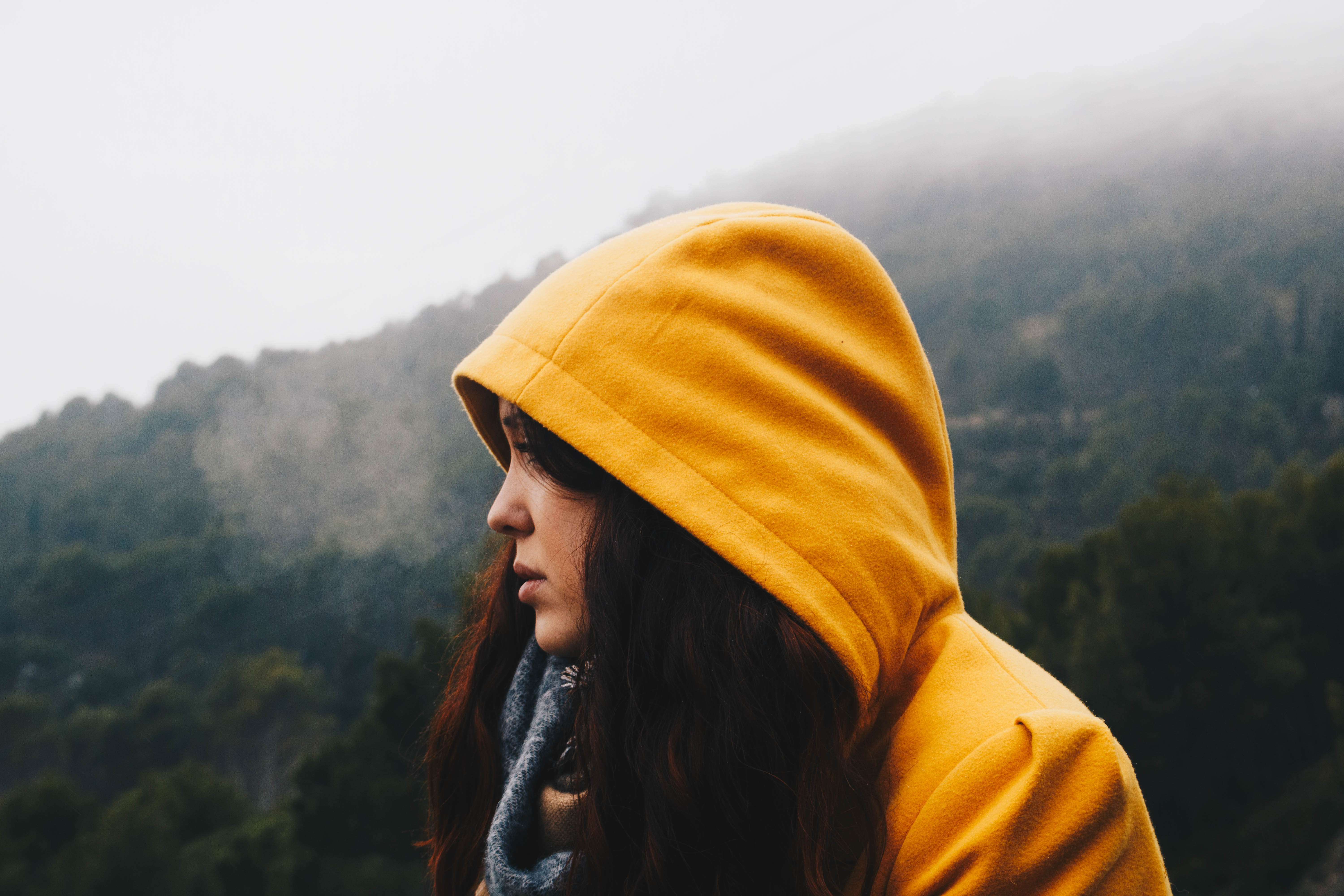
قلمون

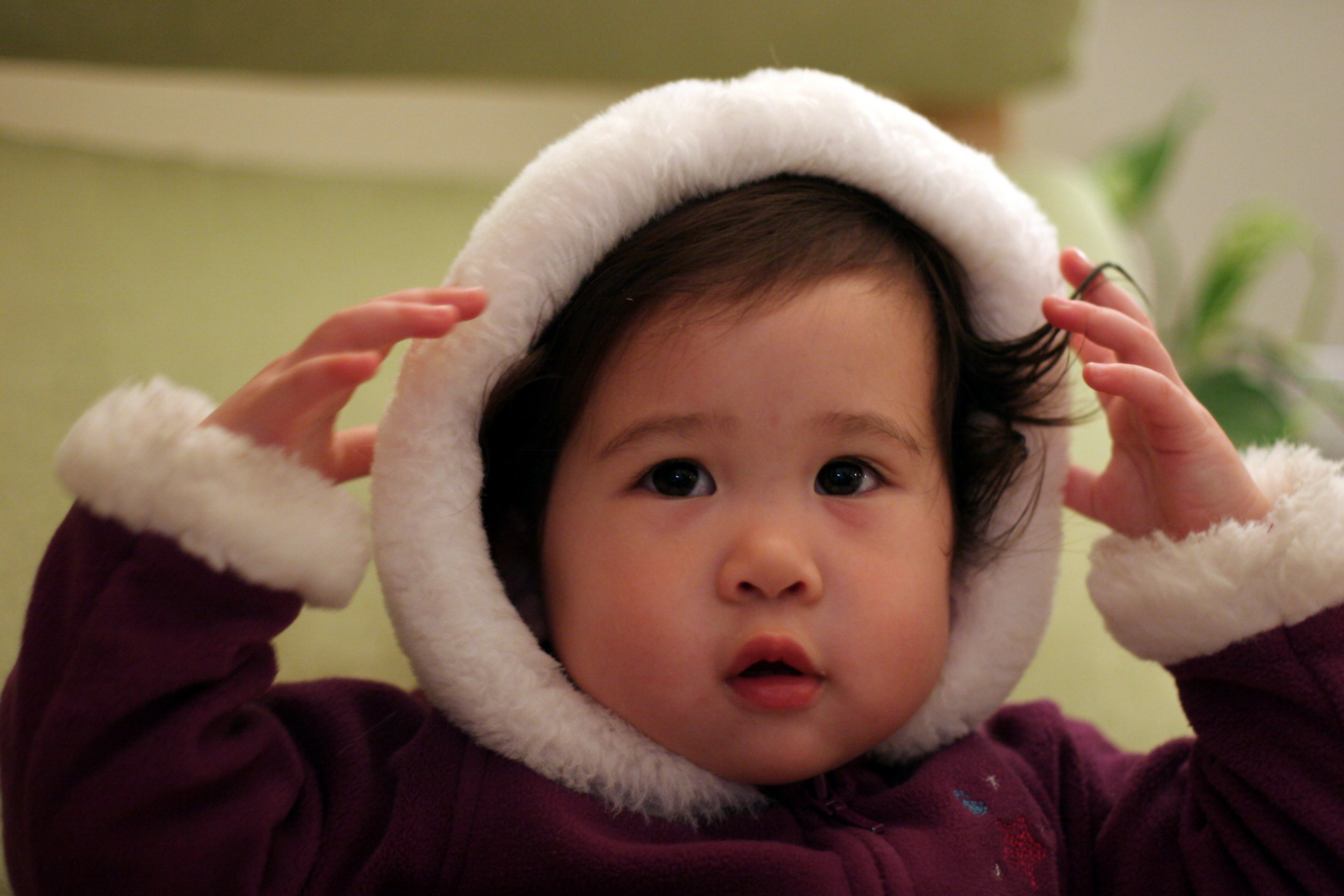
رضيعة ترتدي قلمونًا.

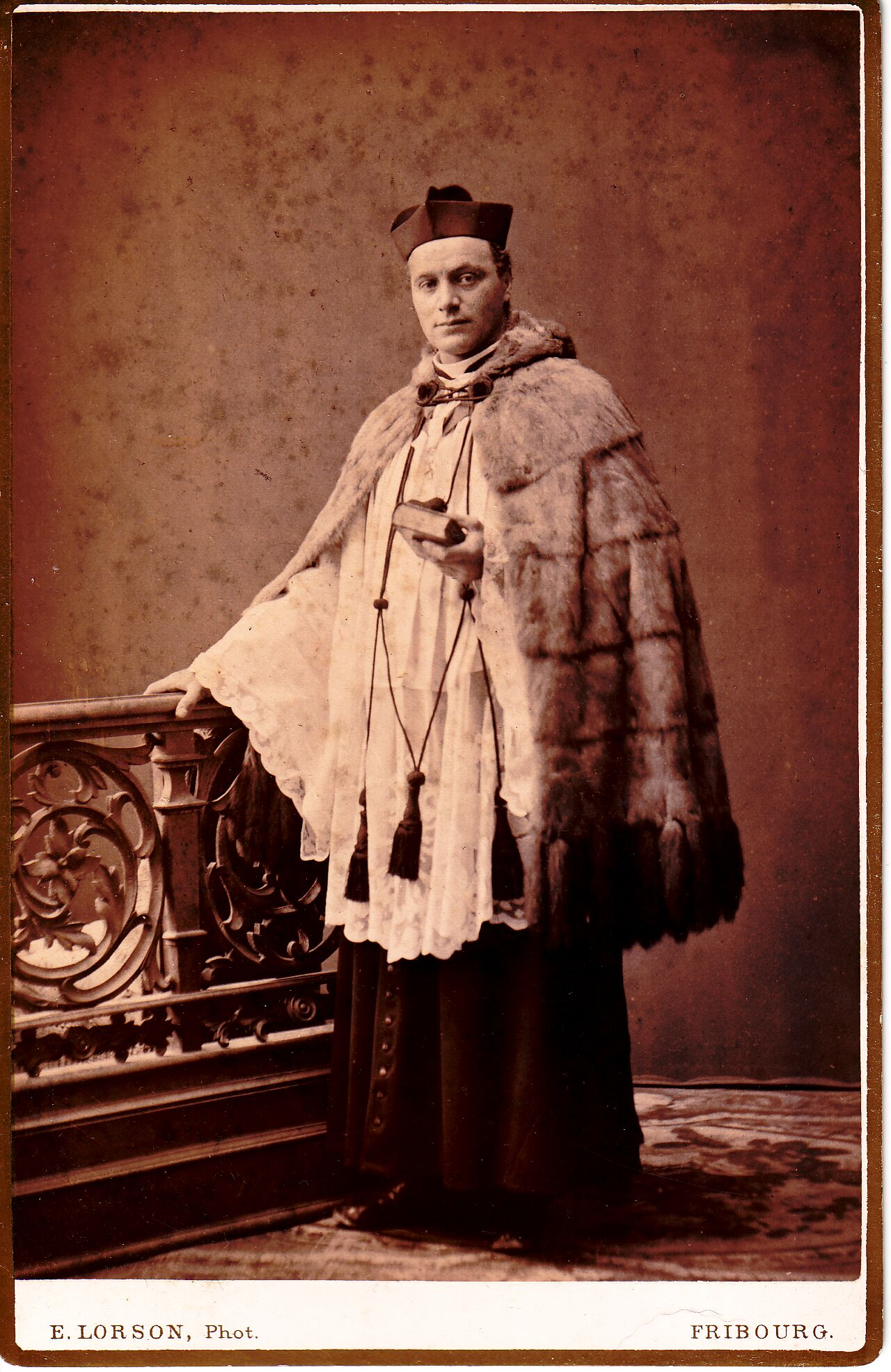
ألموس (لباس) باعتباره جزءًا من الملابس الكهنوتية.

القَلْمُون أو القَلْمُونة (الجمع: قَلامين) أو الكَبُّوشَة، يسمى أيضا قَلَنْسُوة البرنس (الجمع: قَلَانِس البرنس) وهي في الحقيقة ليست دائما جزء من برنس، هو نوع من العَمْرَة أو غطاء الرأس الذي يغطي معظم الرأس والرقبة، وأحيانًا الوجه. قد تكون قطعة ملابس منفصلة أو جزءًا من قطعة ملابس يمكن سحبها لأعلى لتغطية الرأس. يمكن ارتداء القلامين التي تغطي أساسًا جانبي الرأس وأعلاه، وتترك الوجه مفتوحًا كليًا أو جزئيًا، للحماية من البيئة (عادةً الطقس البارد أو المطر)، أو للأزياء، أو شكلًا من أشكال الملابس التقليدي أو الزي الموحد، أو في حالة الفرسان، يُستخدم قلمون مدرع للحماية من الأسلحة البيضاء. في بعض الحالات، تُستخدم القلامين لمنع مرتديها من رؤية المكان الذي يتجهون إليه (على سبيل المثال، في الحالات التي تُغطّى فيها رأس السجين). يمكن استخدام الفلامين ذات فتحات العينين لأغراض دينية لمنع رؤية مرتديها. في حالة أعضاء كو كلوكس كلان، أو الإرهابيين، أو المجرمين مثل اللصوص، تساعد القلامين ذات فتحات العينين على منع تعرفهم.

## التأثيل
وفقًا لفرانشيسكو خافيير سيمونيه، فإن كلمتي قلمون وقلمونة مشتقتان من اللاتينية cumulus التي تعني القمة أو الرأس. أما بخصوص كبوشة، فهي معربة من الفرنسية capuche ذات نفس المعنى.